# 구라, 베토벤
《구라, 베토벤》은 2021년에 개봉한 대한민국의 영화이다.

## 캐스팅
- 송동환 : 서정우 역
- 김누리 : 손예은 역
- 봉수 : 봉수 역
- 김예호 : 아침드라마 남자주인공 역
- 김민경 : 봉수감독부인 역
- 김윤미 : 한경희 역
- 김병만 : 유 기자 역
- 김동혁 : 강 형사 역
- 김강민 : 김 실장 역
- 오재윤 : 스텝 역
- 김정우 : 변호사 역
- 신용욱 : 탁구장 관장 역
- 고연경 : 연출부 역
- 김혜정 : 포차주인 역
- 차진영 : 스크립터 역
- 구하나 : 작가 역
- 박승현 : 포차손님 역
- 강수미 : 포차손님 역
- 곽대희 : 포차손님 역
- 오동원 : 포차손님 역
- 김지호 : 포차손님 역
- 김혜란 : 포차손님 역
- 김동주 : 포차손님 역
- 남대협 : 노숙자 역
- 김영준 (우정출연)
- 이일화 (특별출연)

## 같이 보기
- 2021년 대한민국의 영화 목록

## 수상
- 2020년 제25회 춘사영화제 수상 특별상 독립영화 부문 (봉수)